# Häxor (film)
Häxor (engelska: The Witches) är en brittisk-amerikansk fantasy-skräckkomedifilm från 1990 i regi av Nicolas Roeg. Filmen är baserad på Roald Dahls roman Häxorna. I huvudrollerna ses Anjelica Huston, Mai Zetterling, Rowan Atkinson och Jasen Fisher.

## Rollista i urval
- Anjelica Huston - Miss Ernst/Storhäxan
- Jasen Fisher - Luke Eveshim
- Mai Zetterling - Helga Eveshim
- Rowan Atkinson - Mr. Stringer
- Jane Horrocks - Miss Susan Irvine
- Charlie Potter - Bruno Jenkins
- Anne Lambton - Pamela (The Woman in Black)
- Angelique Rockas - Henrietta
- Annabel Brooks - Nicola Cuttle
- Sukie Smith - Marlene
- Bill Paterson - Herbert Jenkins
- Brenda Blethyn - Rebecca Jenkins
- Jenny Runacre - Elizabeth "Elsie"
- Emma Relph - Mildred "Millie"
- Rose English - Doreen "Dora"
- Nora Connolly - Beatrice
- Rosamund Greenwood - Janice
- Darcy Flynn - Lukes mamma
- Vincent Marzello - Lukes pappa
- Ola Otnes - Ericas pappa
- Jim Carter - Andre the chef
- Roberta Taylor - Jacqueline (chefshäxa)
- Stella Tanner - Loisette "Lois" Leffour
- Barbara Hicks - Regina